# Cymodoce pilosa
Cymodoce pilosa är en kräftdjursart som beskrevs av Milne Edwards 1840. Cymodoce pilosa ingår i släktet Cymodoce och familjen klotkräftor. Inga underarter finns listade i Catalogue of Life.